# Tioxide Canada
La compagnie Tioxide Canada était une filiale de Huntsman Tioxide. Cette compagnie dans le domaine de pigment de peinture au bioxyde de titane avait son siège social dans l'arrondissement Saint-Laurent à Montréal et son usine à Sorel-Tracy.

## Tioxide Canada - Siège social
L'usine avant sa fermeture était la propriété de Huntsman
Huntsman Pigments gère les sites produisant les pigments Tioxide
Huntsman Pigments
Haverton Hill Road
Billingham TS23 1PS England

## Tioxide Canada - Usine de Sorel-Tracy (Tracy)
L'usine Tioxide de Sorel-Tracy, productrice de 50 000 t/par an de pigment de bioxyde de titane pour des applications de peinture, plastique et papier; était voisine de Praxair Canada, des Aciers Inoxydables Atlas et de Q.I.T. Fer et Titane dans le secteur Tracy. Son procédé se divisait en deux étapes soit la section noire et la section blanche.

### Section noire - Production de bioxyde de titane par procédé au sulfate
La section noire traitait la matière première déjà extraite de l'ilménite. Le procédé dit au sulfate , consistait en un broyage de la matière première (scorie) suivi de sa dissolution  dans l'acide sulfurique. La dissolution était débarrassée des matières non dissoutes puis concentrée. Par la suite une précipitation de l'oxyde de titane hydraté était activée par ensemencement. Le solide était séparé puis lavé par filtration éliminant ainsi les impuretés dissoutes. Finalement une calcination mutait l'oxyde de titane hydraté raffiné en bioxyde de titane.
|  |  |  |  | TiO2(scorie) + H2SO4 → TiOSO4,FeSO4,H2SO4 + (filtration concentration) + (hydrolyse) → TiO(OH)2,FeSO4,H2SO4 + (filtration lavage) → TiO(OH)2 + (calcination) → TiO2 |

Deux procédés furent étudiés à échelle réduite afin de rendre la section noire apte à poursuivre la production de bioxyde de titane tout en demeurant dans les normes environnementales édictées. L'un était la neutralisation de l'effluent par du carbonate de calcium engendrant une grande quantité de gypse et CO2. L'autre était la régénérescence de l'acide sulfurique pour sa réutilisation dans la section noire. Il fut décidé de ne pas donner suite à ces alternatives pour le site de Tracy.
En 1993 à cause de nouvelles normes environnementales l'usine fut contrainte de désaffecter la section noire jugée trop polluante.

### Section blanche - Finition du bioxyde de titane en pigment fini
La section blanche ou affinage comportait  différentes étapes de broyage à sec et ou humide ainsi que des étapes d'ajouts en milieu aqueux de différents oxydes (enrobage de la particule) selon les grades produits. À la suite d'une filtration et d'un séchage, le pigment produit était micronisé puis emballé en sacs de 50 lbs ou en poches de 2000 lbs. Le produit fini pouvait aussi être redispersé en suspension aqueuse allant jusqu'à 76 % solide.
À partir de 1993 du matériel semi-fini provenant d'Europe servit de matière première pour alimenter la section blanche. Cette façon de faire donnait à l'usine l'avantage de pouvoir changer plus rapidement de grade ayant en entrepôt les différentes bases de produits semi-finis.

### Rejets dans lefleuve Saint-Laurent(par jour)
Secteur de Sorel-Tracy, Îles de Sorel et Lac Saint-Pierre
En 1990 :
- Fer : 17 tonnes
- Titane : 4 tonnes
- Aluminium : 5 tonnes
- Vanadium : 570 kilos
- Acide sulfurique : 248 tonnes

|  |  |  |  |  |  |  |  |  |  |  |  |  |  |  |  |  |  |  | Impact de la désaffectation de la section noire |

|  |  |  |  |  |  |  |  |  |  |  |  |  |  |  |  |  |  |  |  |  |  |  |  |  |  |  |  |  |  |  |  |  |  |  |  |  | sur l'effluent du site |

|  |  |  |  |  |  |  |  |  |  | ___________________________________________________ |

|  |  |  |  |  |  |  |  |  |  | effluent¹ |  |  |  |  |  |  |  |  |  |  |  |  |  |  |  |  |  |  |  |  |  |  |  |  |  |  |  |  |  |  |  |  |  |  | 1988 |  |  |  |  |  |  |  |  |  |  |  |  |  |  |  |  |  |  |  |  |  |  |  |  |  |  | 1995 |

|  |  |  |  |  |  |  |  |  |  | ___________________________________________________ |

|  |  |  |  |  |  |  |  |  |  | débit |  | m³/d |  |  |  |  |  |  |  |  |  |  |  |  |  |  |  |  |  |  |  |  |  |  |  |  |  |  |  |  | 12 000 |  |  |  |  |  |  |  |  |  |  |  |  |  |  |  |  |  |  |  |  |  |  |  |  |  | 3 810 |

|  |  |  |  |  |  |  |  |  |  | pH |  |  |  |  |  |  |  |  |  |  |  |  |  |  |  |  |  |  |  |  |  |  |  |  |  |  |  |  |  |  |  |  |  |  |  |  |  |  |  |  |  |  |  | 1,0 |  |  |  |  |  |  |  |  |  |  |  |  |  |  |  |  |  |  |  |  |  |  |  |  |  |  |  |  | 7,0 |

|  |  |  |  |  |  |  |  |  |  | sulfates kg/d |  |  |  |  |  |  |  |  |  |  |  |  |  |  |  |  |  |  |  |  |  |  |  | 400 830 |  |  |  |  |  |  |  |  |  |  |  |  |  |  |  |  |  |  |  |  |  |  |  |  |  | 8 532 |

|  |  |  |  |  |  |  |  |  |  | mat. en susp. kg/d |  |  |  |  |  |  |  |  |  |  |  |  |  |  |  |  |  |  | 4 660 |  |  |  |  |  |  |  |  |  |  |  |  |  |  |  |  |  |  |  |  |  |  |  |  |  |  |  | 312 |

|  |  |  |  |  |  |  |  |  |  | fer kg/d |  |  |  |  |  |  |  |  |  |  |  |  |  |  |  |  |  |  |  |  |  |  |  |  |  |  |  |  |  |  |  |  |  | 16 600 |  |  |  |  |  |  |  |  |  |  |  |  |  |  |  |  |  |  |  |  |  |  |  |  |  |  |  | 4,2 |

|  |  |  |  |  |  |  |  |  |  | chrome kg/d |  |  |  |  |  |  |  |  |  |  |  |  |  |  |  |  |  |  |  |  |  |  |  |  |  |  |  |  |  |  | 154 |  |  |  |  |  |  |  |  |  |  |  |  |  |  |  |  |  |  |  |  |  |  |  |  |  |  |  | nul |

|  |  |  |  |  |  |  |  |  |  | ___________________________________________________ |

|  |  |  |  |  |  |  |  |  |  |  |  |  |  |  |  |  |  |  |  |  |  |  |  |  |  |  |  |  |  |  |  |  |  |  |  |  |  |  |  |  |  |  |  |  |  |  |  |  |  |  |  |  |  |  |  |  |  |  | ¹source |

### Fermeture du site
À l'été 2000 l'usine cessa toute production. Le service à la clientèle pour toute l'Amérique fut relocalisé à Chicago au début 2001 et à l'été, Huntsman Pigments (à l'époque Huntsman Tioxide) cessa toute activité sur le site de Tracy, se rabattant sur Tioxide Calais en France.

### Adresse du site
1690, route Marie-Victorin
Sorel-Tracy (Québec)
J3P 5P8
Canada

### Activité actuelle
Le site présentement occupé par Harsco Minerals  (acquéreur de Matériaux Excell ), revalorise les rejets des aciéries en des produits de décapage par jet, de remplissage et de médium filtrant.
 Carte de la Tioxide sur Google Maps.